# Пјана Батола
Пјана Батола је насеље у Италији у округу Ла Специја, региону Лигурија.
Према процени из 2011. у насељу је живело 1269 становника. Насеље се налази на надморској висини од 43 м.